# Miguel Cerda
Miguel Ángel Cerda Silva (Valdivia, 27 de diciembre de 1969) es un deportista chileno que compitió en remo.
Ganó cuatro medallas en el Campeonato Mundial de Remo entre los años 1998 y 2005. En los Juegos Panamericanos consiguió cuatro medallas entre los años 1999 y 2007.

## Palmarés internacional
| Campeonato Mundial   | Campeonato Mundial              | Campeonato Mundial | Campeonato Mundial        |
| Año                  | Lugar                           | Medalla            | Prueba                    |
| -------------------- | ------------------------------- | ------------------ | ------------------------- |
| 1998                 | Colonia (Alemania)              | Medalla de bronce  | Dos sin timonel ligero    |
| 1999                 | St. Catharines (Canadá)         | Medalla de plata   | Dos sin timonel ligero    |
| 2002                 | Sevilla (España)                | Medalla de oro     | Dos sin timonel ligero    |
| 2005                 | Kaizu (Japón)                   | Medalla de plata   | Dos sin timonel ligero    |
| Juegos Panamericanos |                                 |                    |                           |
| Año                  | Lugar                           | Medalla            | Prueba                    |
| 1999                 | Winnipeg (Canadá)               | Medalla de bronce  | Cuatro con timonel        |
| 1999                 | Winnipeg (Canadá)               | Medalla de bronce  | Cuatro sin timonel ligero |
| 2003                 | Santo Domingo (Rep. Dominicana) | Medalla de oro     | Cuatro sin timonel ligero |
| 2007                 | Río de Janeiro (Brasil)         | Medalla de bronce  | Doble scull ligero        |